# Camptoptera diademata
Camptoptera diademata är en stekelart som först beskrevs av Mathot 1966.  Camptoptera diademata ingår i släktet Camptoptera och familjen dvärgsteklar. Inga underarter finns listade.